# Ludwig Clewe

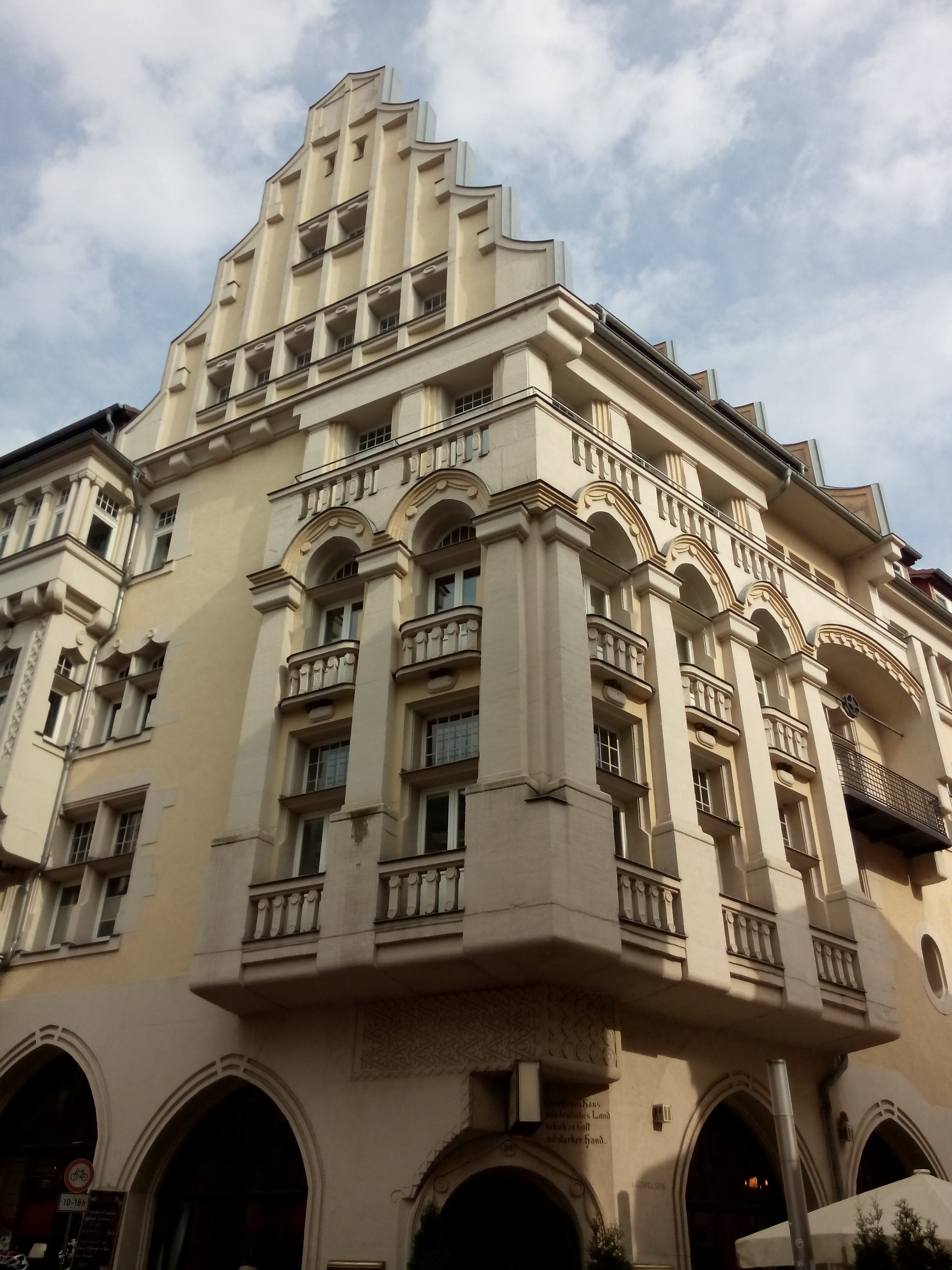
Schwerin, Schloßstraße 17 mit dem bekannten Café Prag (1909)

Friedrich Heinrich Ludwig Clewe (* 11. Juni 1843 in Schwerin; † 8. August 1912 in Schwerin) war ein deutscher Bauunternehmer und Architekt in Schwerin.

## Biografie

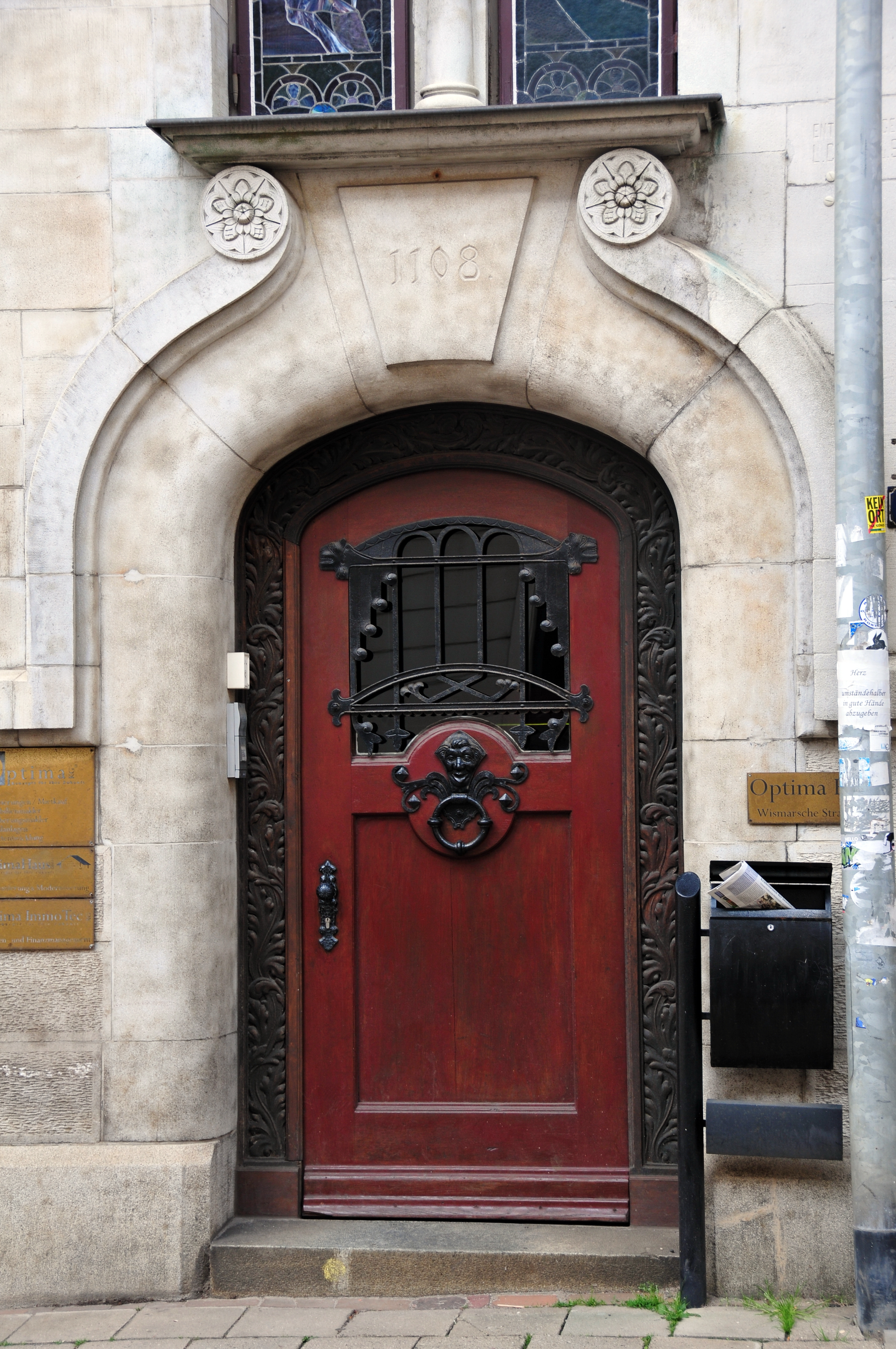
Schwerin, Wismarsche Straße 141

Clewe gründete 1870 ein Baugeschäft in Schwerin und führte vor allem Aufträge in Mecklenburg aus. Bedeutende Werke Clewes in Schwerin sind u. a. die denkmalgeschützten Gebäude Perzinahaus, sein privates Wohnhaus Wismarsche Straße 141, das alte Standesamt und die Schloßstraße 17 mit dem Café Prag.
Nach seiner Ernennung zum Hofmaurermeister im Jahre 1889 wirkte Clewe vor allem in der 1900 gegründeten Mecklenburgischen Handwerkskammer zu Schwerin als Gründungspräsident. Daneben engagierte er sich als Vorsteher der Städtischen Ersparnisanstalt Schwerin sowie als aktives Mitglied im Verein für Kleinkinderschulen.
Nach seinem Tod übernahm sein Sohn, der Architekt Ludwig Clewe jun. (1877–1923), die Firma und baute sie erheblich aus, zeitweise waren 400 Beschäftigte für die Firma tätig.
Clewe wurde in einer großen Familiengrabanlage aus Eisenbeton auf dem Alten Friedhof beigesetzt. An ihn erinnert vermutlich ein Buntglasfenster des Kunstglasermeisters Rudolf Königsberg im Haus der Handwerkskammer Schwerin, das einen Maurermeister zeigt: „Historiker vermuten, dass es sich beim Meister um eine Darstellung des Hofmaurermeisters Ludwig Clewe handelt, der nicht nur den Umbau des Kammergebäudes plante, sondern auch Vorsitzender der Schweriner Handwerkskammer war“.

## Ehrungen
- Titel Geheimer Kommissionsrat (9. April 1912)[5]

## Werke
- Altes Standesamt Schwerin nach Entwurf von Gustav Hamann, 1894 im Johann-Albrecht-Stil
- Wohnhaus Knaudtstraße 26 in Schwerin, 1896 im Johann-Albrecht-Stil
- Wohnhaus Bäckerstraße 22 in Schwerin zus. mit Gustav Hamann, 1896 im Johann-Albrecht-Stil
- Wohnhaus Wismarsche Straße 141 in Schwerin (Optima-Haus), 1904
- Historisierendes Perzinahaus, Wismarsche Straße 144, 1907
- Stahlbetonhalle beim Eisenbahnbetriebswerk Schwerin, 1908
- Gebäude Schloßstraße 17 (Schwerin) von 1909 mit Café Prag
- Baudurchführungen:, Landeshauptarchiv Schwerin, Kurhotel Zippendorf, Aussichtsturm Kaninchenwerder, Offizierskasino des Großherzoglich Mecklenburgischen Feldartillerie-Regiments Nr. 60, Wasserturm Schwerin-Neumühle, Wohnhaus Mozartstraße 14 für Gustav Hamann (1902), mit dem Berliner Architekten Richard Thiede Flugplatz Schwerin-Görries und Halle 1 der Fokkerwerke Schwerin (1912)